# Monotonía
Monotonía è un singolo della cantante colombiana Shakira e del cantante portoricano Ozuna, pubblicato il 19 ottobre 2022, pubblicato come secondo estratto dal dodicesimo album in studio di Shakira Las mujeres ya no lloran.

## Descrizione
Monotonía è un brano in stile bachata e segna la prima collaborazione tra i due artisti latinoamericani. Suonato in tonalità di Do minore a tempo di 132 battiti per minuto, è stato scritto dalla stessa Shakira con la collaborazione di Ozuna, Albert Hype, Alejandro Valencia, Cristian Alvarez, Kevyn Cruz e Sergio Robledo. Il singolo racconta la fine di un amore che si è consumato a poco a poco per colpa dell'abitudine e dell’indifferenza reciproca: non c'è più rabbia, solo l'accettazione di un addio doloroso ma ormai inevitabile.
Alcune pubblicazioni, fra cui le riviste Cosmopolitan e Vulture, hanno identificato la persona a cui si riferisce in seconda persona con Gerard Piqué, ex compagno della cantante.

## Pubblicazione
Il 6 ottobre 2022 Shakira ha iniziato a postare sui suoi social media video criptici che annunciavano nuova musica. Nel primo si legge "No fue culpa tuya..." ("Non è stata colpa tua"). Il giorno successivo Shakira ha postato un video con la frase "Ni tampoco mía" ("Né mia"). Nell'ultimo di questi video si legge "Fue culpa de la monotonía" ("È stata colpa della monotonia"). Dopo questi, Shakira ha pubblicato un teaser del video musicale del singolo, in cui si vede un cuore calpestato da qualcuno. Il singolo, annunciato ufficialmente il 9 ottobre, è stato pubblicato il 19 ottobre 2022.

## Video musicale
Il video musicale è stato diretto dalla stessa Shakira insieme a Jaume de la Iguana tra il 10 e l'11 settembre 2022 a Manresa. È stato pubblicato insieme alla canzone il 19 ottobre 2022 sul canale YouTube della cantante. Con immagini crude e a tratti splatter, la popstar colombiana mostra tutta la sua fragilità di fronte alla fine di un amore che credeva eterno.
Il video ha raggiunto oltre 20 milioni di visualizzazioni su YouTube nelle prime 24 ore dalla pubblicazione, diventando il più grande debutto a livello mondiale di una canzone in lingua spagnola su YouTube nel 2022.

### Sinossi
Il videoclip inizia con Shakira che si trascina triste tra le corsie di un supermercato mangiando patatine fritte, con il suo precedente singolo Te Felicito in sottofondo. La cantante si imbatte poi in quello che si presume essere il suo ex compagno e inizia a piangere mentre canta il primo ritornello della canzone. In seguito riceve un colpo di bazooka in pieno petto dall'uomo, facendole cascare il cuore sul pavimento. Alcune pubblicazioni hanno identificato l'uomo misterioso che ferisce la cantante con Piqué, facendo notare come indossi lo stesso abbigliamento che il calciatore ha nel videoclip di Me enamoré, singolo della popstar del 2017. Mentre Shakira giace svenuta in una pozza di sangue sul pavimento, Ozuna inizia a cantare il ritornello della canzone guardandola. Shakira riprende poi conoscenza e striscia sul pavimento con un buco nel petto e raccoglie il suo cuore pulsante. Nella scena successiva la cantante trema e corre su un marciapiede con il cuore in mano. Continuando a sbattere accidentalmente contro le persone, le scappa il cuore dalle mani e vede così gli altri calpestarlo. Riesce infine a raccogliere il suo cuore e, nella parte finale del videoclip, consegna il suo cuore a Ozuna, che lo rinchiude in una cassetta di sicurezza.

## Accoglienza
Recensendo il brano, Matthew Ismael Ruiz di Pitchfork ha affermato che «La chitarra requinto della bachata ha una dolcezza aspra che cattura perfettamente il timbro del dolore del cuore, quel tipo di dolore che si prova solo dopo aver sperimentato l'apice del piacere. Il canto angelico di Ozuna completa la cupa rassegnazione di Shakira, che non dà la colpa a se stessa o all'ex compagno, ma alla monotonia: il lento prosciugarsi della passione in una relazione».

## Tracce
Testi e musiche di Shakira Mebarak, Juan Carlos Ozuna, Albert Hype, Alejandro Valencia, Cristian Alvarez, Kevyn Cruz, Sergio Robledo, Keityn, Ciey, Nep.
1. Monotonía – 2:39

## Classifiche

### Classifiche settimanali
| Classifica (2022-23) | Posizione massima |
| -------------------- | ----------------- |
| Bolivia              | 2                 |
| Cile                 | 5                 |
| Ecuador              | 3                 |
| Francia              | 137               |
| Italia               | 67                |
| Messico              | 2                 |
| Portogallo           | 21                |
| Spagna               | 3                 |
| Stati Uniti          | 65                |
| Svizzera             | 17                |

### Classifiche di fine anno
| Classifica (2022) | Posizione |
| ----------------- | --------- |
| Spagna            | 94        |
| Classifica (2023) | Posizione |
| Portogallo        | 171       |
| Spagna            | 58        |